# Захворювання зубів

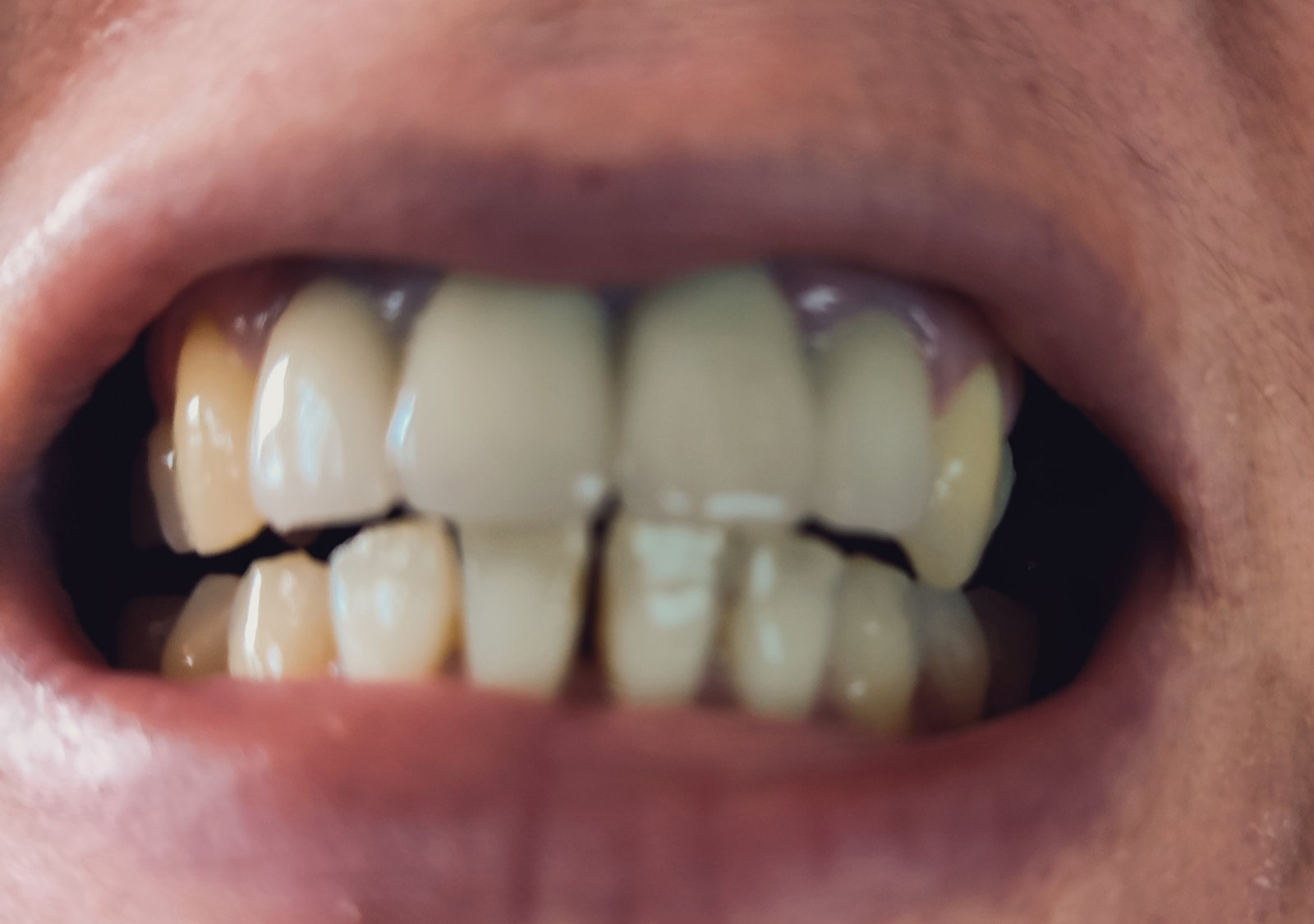

Захворювання зубів — будь-який стан зубів, який може бути вродженим або набутим. Іноді вроджене захворювання зуба називають аномалією зуба. Це одні з найпоширеніших захворювань у людей. Профілактика, діагностика, лікування та реабілітація цих захворювань є основою професії стоматолога, у якій працюють стоматологи та стоматологічні гігієністи, а також її субспеціальностей, таких як оральна медицина, ротова та щелепно-лицева хірургія та ендодонтія. Патологію зубів зазвичай відокремлюють від інших типів стоматологічних проблем, включаючи гіпоплазію емалі та стирання зубів.

## Приклади

### Вроджені
- Анодонтія

### Придбані

#### Карієс зубів
Карієс зубів — карієс зубів відомий як карієс. Бактерії в ротовій порожнині використовують їжу, що містить цукор або крохмаль, для виробництва кислот, які роз'їдають структуру зуба, викликаючи руйнування емалі зубів . Тим часом мінерали в слині (кальцій і фосфат) разом із фтором відновлюють емаль. Карієс зубів — це хронічне захворювання, якому можна запобігти і яке сильно проявляється у дітей віком від 6 до 11 років і підлітків від 12 до 19 років. 9 з 10 дорослих страждають від карієсу. Профілактика включає хорошу гігієну порожнини рота, яка складається з чищення зубів двічі на день, використання зубної нитки, вживання поживної їжі та обмеження перекусів, а також регулярне відвідування стоматолога. Лікування фтором сприяє зміцненню зубів, тоді як герметики допомагають жувальним поверхням не псуватися. Важкі випадки можуть призвести до видалення зуба та протезування .

#### Зубний абсцес
Зубний абсцес — це накопичення гною в зубах або яснах внаслідок бактеріальної інфекції, що викликає сильний пульсуючий біль у місці абсцесу. Це викликано споживанням солодкої або крохмалистої їжі та поганою гігієною зубів і лікується стоматологом шляхом дренування гною та, можливо, повного видалення інфікованого зуба/зубів.

#### Хвороби пародонту
Пародонтоз відноситься до інфекцій ясен і опорних структур зубів. Гінгівіт, рання стадія пародонтозу, характеризується запаленням і кровоточивістю ясен. Якщо захворювання не лікувати, воно може прогресувати до пародонтиту, що призведе до рецесії ясен, втрати кісткової тканини та, зрештою, до втрати зубів. Погана гігієна ротової порожнини, вживання тютюну, генетичні фактори та певні системні захворювання підвищують ризик захворювання пародонту.Лікування включає професійне глибоке очищення (видалення накипу та планування коренів), антибіотики, а в запущених випадках може знадобитися хірургічне втручання.

#### Пульпіт
Пульпіт — це запалення пульпи або серцевини зуба, де розташовані кровоносні судини й нерви.Однією з основних ознак його появи є різкий біль, який посилюється при високій або низькій температурі. У більшості випадків пульпіт виникає в результаті запущеного карієсу, а при відсутності лікування переходить в періодонтит. На початковій стадії запалення пульпи лікується досить просто. Зубний нерв і пульпу не видаляють, а запалення знімають терапевтичними засобами. У тих випадках, коли витягти живий нерв не вдається, його обробляють спеціальною пастою, що містить миш'як або параформальдегід. Через 1-2 дні після лікування пульпа відмирає і безболісно видаляється.